# Androsace lehmannii
Androsace lehmannii är en viveväxtart som beskrevs av Nathaniel Wallich och Jean Étienne Duby. Androsace lehmannii ingår i släktet grusvivor, och familjen viveväxter. Utöver nominatformen finns också underarten A. l. longipedicellata.